# Bismark (Stendal)
Bismark é uma cidade da Alemanha localizada no distrito de Stendal, estado de Saxônia-Anhalt.
Bismark é membro e sede do Verwaltungsgemeinschaft de Bismark/Kläden.